# Erwin Jeangros
Erwin Jeangros-Daetwyler (* 30. Juni 1898 in Bern; † 7. April 1979 ebenda) war ein Schweizer Jurist, Ökonom und Berufspädagoge.
Jeangros studierte in Zürich, Lausanne und Bern, war von 1925 bis 1928 Bibliothekar am kantonalen Gewerbemuseum in Bern, und von 1929 bis 1963 Chef des „Berner Amtes für Berufsbildung“. Er galt als „Pionier der Schweizerischen Berufspädagogik“. Sein Verhältnis zu Eduard Spranger war kritisch. 1963 erhielt er die Ehrendoktorwürde von der Universität Bern. Seine bekannteste Schrift sind die Maximen zur Berufserziehung.